# Jugoslaviska förstaligan i fotboll 1946/1947
Jugoslaviska förstaligan i fotboll 1946/1947 var första säsongen med federala (serbokroatiska: 'Prva savezna liga'). Det var den här säsongen som Jugoslaviens fotbollsförbund (FSJ) sparkade igång det moderna seriesystemet med upp- och nerflyttning, då tidigare nationella mästerskap mellan 1927 och 1940 handlat om antingen utslagsturneringar eller miniserier bestående av regionala mästare.
1946 började första- och andraligorna använda en säsongsomfattande serie, och en cupturnering. Partizan dominerade ligan, och vann cupen och blev därmed de första "dubbelmästarna" i jugoslavisk fotboll.

## Lag
| Lag              | Ort      | Federal enhet              | Kvalificeringsmetod                                            |
| ---------------- | -------- | -------------------------- | -------------------------------------------------------------- |
| 14. Oktobar[A]   | Niš      | FR Serbien                 | Serbisk mästerskapstvåa                                        |
| Budućnost        | Titograd | FR Montenegro              | Montenegrinsk mästare                                          |
| Dinamo Zagreb[B] | Zagreb   | FR Kroatien                | Kroatisk mästerskapstvåa                                       |
| Hajduk Split[C]  | Split    | FR Kroatien                | Kroatiska mästare                                              |
| Kvarner[D]       | Rijeka   | FR Kroatien                | Istrian playoff winners[D]                                     |
| Lokomotiva       | Zagreb   | FR Kroatien                | Kroatisk mästerskapstrea; Playofftvåa                          |
| Metalac[E]       | Belgrad  | FR Serbien                 | Serbisk mästerskapstrea; Playoffvinnare                        |
| Nafta            | Lendava  | FR Slovenien               | Slovenska mästare                                              |
| Partizan[F]      | Belgrad  | FR Serbien                 | Direktkvalificerade, representant för JNA[F]                   |
| Pobeda[G]        | Skopje   | PR Makedonien              | Makedoniska mästare                                            |
| Ponziana         | Trieste  | Fria territoriet Trieste   | Direktkvalificerade, representant för Fria territoriet Trieste |
| Red Star         | Belgrad  | PR Serbien                 | Serbisk mästare                                                |
| Spartak          | Subotica | PR Serbien                 | Vojvodinamästare                                               |
| Željezničar      | Sarajevo | FR Bosnien och Hercegovina | Bosniska mästare                                               |

## Serietabell
| Placering | Klubb                | Spelade matcher | Vinster | Oavgjorda | Förluster | Gjorda mål | Insläppta mål | Målskillnad | Poäng |
| --------- | -------------------- | --------------- | ------- | --------- | --------- | ---------- | ------------- | ----------- | ----- |
| 1         | Partizan Belgrade    | 26              | 23      | 1         | 2         | 77         | 17            | +60         | 47    |
| 2         | Dinamo Zagreb        | 26              | 19      | 4         | 3         | 81         | 26            | +55         | 42    |
| 3         | Red Star Belgrade    | 26              | 18      | 3         | 5         | 66         | 23            | +43         | 39    |
| 4         | Hajduk Split         | 26              | 16      | 4         | 6         | 57         | 21            | +36         | 36    |
| 5         | Metalac Belgrade     | 26              | 13      | 3         | 10        | 40         | 35            | +5          | 29    |
| 6         | Spartak Subotica     | 26              | 11      | 6         | 9         | 40         | 34            | +6          | 28    |
| 7         | Lokomotiva Zagreb    | 26              | 10      | 4         | 12        | 34         | 43            | -9          | 24    |
| 8         | Pobeda Skopje        | 26              | 8       | 6         | 12        | 41         | 49            | -8          | 22    |
| 9         | Kvarner Rijeka       | 26              | 7       | 7         | 12        | 27         | 42            | -15         | 21    |
| 10        | Budućnost Titograd   | 26              | 7       | 6         | 12        | 44         | 54            | -10         | 20    |
| 11        | Ponziana Trieste     | 26              | 9       | 2         | 15        | 35         | 50            | -15         | 20    |
| 12        | Željezničar Sarajevo | 26              | 7       | 4         | 15        | 31         | 54            | -23         | 18    |
| 13        | 14. Oktobar Niš      | 26              | 4       | 5         | 17        | 26         | 76            | -50         | 13    |
| 14        | Nafta Lendava        | 13              | 3       | 2         | 6'        | 6          | ?             | ?           | 11    |
| -         | Vardar Skopje        | -               | -       | -         | -         | -          | -             | -           | -     |
| -         | FK Sarajevo          | -               | -       | -         | -         | -          | -             | -           | -     |

bästa målgörare: Franjo Wölfl (Dinamo Zagreb) (28 mål på 24 matcher)

Mästarna: FK Partizan (tränare: Illés Spitz)

spelare (seriematcher/seriemål)

Stjepan Bobek (23/24)
Miroslav Brozović (23/2)
Bela Palfi (21/4)
Zlatko Čajkovski (20/3)
Kiril Simonovski (19/5)
Franjo Rupnik (18/11)
Prvoslav Mihajlović (18/9)
Aleksandar Atanacković (17/3)
Milivoje Đurđević (17/0)
Franjo Glazer (16/0) (målvakt)
Stanislav Popesku (13/0)
Miodrag Jovanović (13/0)
Silvester Šereš (12/2)
Florijan Matekalo (7/3)
Jane Janevski (6/1)
Risto Nikolić (6/0) (målvakt)
Vladimir Firm (4/3)
Momčilo Radunović (4/0)
Ratko Čolić (2/0)
Stevan Jakuš (2/0)
Franjo Šoštarić (2/0) (målvakt)
Šepe Šutevski (1/0)